# 安蘭街
安蘭街（英語：On Lan Street），原名安瀾街，位於香港中環，是一條只有四、五十公尺長短小的行車街道，也是一條掘頭路，唯一的出口在西面，連接雲咸街，另一端則為新世界大廈停車場入口。北面的安蘭街是幾座商業大廈，南面的街道則有幾幢四層高的舊式唐樓，而九龍維記亦在該處設立總部。
安蘭街位處中環心臟地帶，附近的娛樂行、中匯大廈、新世界大廈、怡安華人行均為中環主要的甲級商廈，因此有不少職業司機架駛名車到此，接送主子上下班。安蘭街同時亦是新興的時尚潮流品牌的集中地。

## 歷史
安蘭街雖然是在中環的中心區，但安蘭街和雲咸街一帶一直只是舊式住宅區，直至「蘭桂坊之父」盛智文將蘭桂坊一帶發展成酒吧、餐廳林立的高級消費區後，週邊的中環地段商鋪才漸漸變旺，為安蘭街轉變成商業街營造了基礎。
近年，時裝零售專家盧永仁看中集合在一起開設主題商店的影響力，於是將安蘭街原有的舊樓時裝店一一租下。此外，安蘭街的成功因素之一本身被中環商廈圍繞，故聚集了一群高消費力的人，例如上班族和商務旅客，如鄰近的大型商場置地廣場便以雲集高級品牌而聞名，安蘭街亦因而成功發展成以潮流品牌為主的專門店集中地。
安蘭街於60年代聞名於裁衣，當中以鄭氏為出名，曾為多位名人裁衣
不過到2009年11月，受地產發展商進行收樓重建影響，comme des garcons、Martin Margiela、HOODS及I.T於12月初陸續搬遷至中環雪廠街Ice House。

## 潮流品牌集中地
在安蘭街上先後開業的著名品牌包括：Diesel、D-Mop、梅森·马丁·马吉拉、Ann Demeulemeester、日本品牌MIHARA YASUHIRO，以及樓高4層的Billionaire Boys Club的旗艦店和Commedes Garcons的全球第四間專門店等。
2007年9月7日，著名女歌手王菲返港時就曾到安蘭街購置時裝。

## 鄰近景物
- 娛樂行
- 中匯大廈
- 新世界大廈
- 置地廣場
- 怡安華人行

## 鄰近街道
- 皇后大道中
- 泄蘭街
- 安慶臺
- 美臣里
- 雲咸街